# Objaw Duchenne’a
Objaw Duchenne’a - następstwo objawu Trendelenburga.
W sytuacjach, które powodują wystąpienie objawu Trendelenburga utrzymanie równowagi wymaga kompensacyjnego przemieszczenia segmentów ciała tak, aby rzut środka ciężkości padał na płaszczyznę podparcia. Wyrazem tego jest pochylenie tułowia w stronę podporowej kończyny dolnej, które określa się jako dodatni objaw Duchenne’a.
Obustronne dodatni objaw Trendelenburga i objawu Duchenne’a powoduje chód kaczkowaty.